# Servio Cornelio Maluginense
Servio Cornelio Maluginense, in latino Servius Cornelius Maluginensis (Roma, ... – ...; fl. V secolo a.C.), è stato un politico e militare romano del V secolo a.C..

## Biografia
Servio Cornelio è stato il più antico rappresentante del ramo Maluginense della nobile gens Cornelia, una delle più antiche e conosciute gens patrizie dell'antica Roma,  i cui cognomen più diffusi durante la Repubblica furono Scipione, Lentulo e Dolabella.
Servio Cornelio fu eletto console nel 485 a.C. insieme a Quinto Fabio Vibulano.
Durante il suo consolato Spurio Cassio Vecellino, il console che l'anno precedente aveva proposto di distribuire parte della terra del demanio inimicandosi i patrizi, fu condannato e giustiziato.
Ma con la sua morte la questione agraria non venne meno, e si levò da più parti la richiesta di dare corso alla legge agraria che era stata promulgata.
I due consoli, temendo l'insorgere di disordini e approfittando di razzie e incursioni nel territorio romano, chiamarono alla leva contro le città vicine, distogliendo così la plebe dalla questione agraria; Servio Cornelio avrebbe condotto i romani contro Veio, mentre Quinto Fabio li avrebbe guidati contro i Volsci e gli Equi.
Alla testa dell'esercito costituitosi, Servio Cornelio invase il territorio dei Veienti e, dopo aver recuperato il bottino, ottenne un riscatto e stipulò una tregua per un anno.